# Atom Heart Mother (canción)
«Atom Heart Mother Suite» («Atom Heart Mother» en el álbum) es una «canción» instrumental del grupo británico de rock progresivo, Pink Floyd. Pertenece al álbum Atom Heart Mother (1970), el quinto de dicho grupo. La canción fue escrita por toda la banda. En Inside Out, libro escrito por Nick Mason, se señala que la banda se esmeró mucho en esta pieza y que fue muy difícil de grabar debido a que cada cierto tiempo iban aumentando el número de pistas en el estudio; debido a eso, Waters y Mason tuvieron que grabar las bases rítmicas antes y por separado, de manera muy meticulosa. Además, Ron Geesin (que fue quien escribió las partituras de orquesta para este tema) había escrito partes técnicamente difíciles para los músicos de orquesta, que además se mostraron reacios a que los dirigiera Geesin. Lamentablemente, según Mason, mientras grababan, se vieron obligados a poner la pista de la orquesta (ya grabada) para no perderse en el "tiempo". Esa intromisión fue grabada por los micrófonos y no se pudo quitar, por lo que a "Atom Heart Mother" le faltó la claridad sonora que tanto había buscado la banda.

## Secciones de la canción
Está dividida en 6 partes: 
- a) Father's Shout (00:00-02:50)
- b) Breast Milky (02:50-05:23)
- c) Mother Fore (05:23-10:13)
- d) Funky Dung (10:13-15:28)
- e) Mind Your Throats Please (15:28-17:56)
- f) Remergence (17:56-23:44)

### a) Father's Shout
Al principio de la canción, suena algo parecido a un motor (qué más tarde vuelve a sonar), en seguida vienen las trompetas con un violín y después, la batería, de Nick Mason, juntándose y haciendo una mezcla bastante fuerte. Los instrumentos comienzan a sonar cerca de los 34 segundos. A partir de ahí una sección de bronces va subiendo el volumen hasta llegar a un explosivo estribillo con la batería. Pasa un interludio de menos volumen y se repite el estribillo. Luego empieza una sección de cuerdas más tranquila seguida por una parte de órgano arpegiada hasta unirse con un interludio de guitarra. En seguida cambia y un solo de guitarra y los bronces se unen para ir ascendiendo hasta terminar.

### b) Breast Milky
Empieza un órgano, el bajo y la batería con un tono blues tranquilo hasta que a los 0:35 se les une un solo de guitarra sobre la escala pentatónica de Sol menor. Sigue así hasta los 4:20 en que las voces se unen, la batería hace unos redobles y vuelven al estribillo para terminar en la canción siguiente.

### c) Mother Fore
Empieza más tranquila, pero con el mismo tiempo. Unas voces (una femenina más aguda destaca y un coro más grave en el fondo) improvisan sobre los acordes de la canción. A los 2:40 aprox. empiezan a subir el volumen para que luego a los 3:44 se les una la batería (nuevamente de forma explosiva) hasta que la batería termina y las voces se desvanecen un par de segundos antes de que termine la pista.

### d) Funky Dung
Introducida por un cambio de tono de Mi menor a Sol menor, esta sección presenta una sesión de improvisación de banda simple. Contiene un segundo solo de guitarra mucho más blues. Con la introducción de una nota sostenida en un órgano Farfisa y un piano de cola, esta sección cambia a una sección de canto del coro. La canción luego cambia de tono a Mi menor, construyendo lentamente una repetición del tema principal de "Father's Shout".

### e) Mind Your Throats Please
Esta sección esta subdividida en dos partes:
La primera parte está compuesta por unos ruidos extraños en 4/4. Cerca del final se escucha un hombre anunciando algo por un megáfono y 1 minuto antes de terminar se unen las demás partes de la canción pero desordenadas hasta dar con la siguiente parte.
La segunda mitad sigue los ruidos de la primera pero con un solo de guitarra en el fondo y los bronces que predicen el estribillo. El estribillo está con unos cambios en los bronces en el que se oyen acordes de las anteriores secciones (Excepto de Mother Fore) y termina con el bajo prediciendo la canción siguiente.

### f) Remergence
Empieza con una sección de cuerdas y el teclado arpegiando sobre las notas principales. Al minuto se vuelve más tranquila, a los 1:30 se une un solo de guitarra (también tranquilo), repitiendo la melodía de Breast Milky, y antes de los 2 minutos se unen más sonidos raros y desembocan en un estribillo de voces (con los bronces en menor volumen e improvisando). A menos de un minuto de finalizar la canción se predice el final bajando el ritmo y esperando (que llega 15 segundos antes de finalizar la canción) que es la explosión de casi todos los instrumentos (la batería en menor volumen) en un acorde de Mi mayor.

## Otros datos de interés
La canción, dura cerca de 23:44, siendo esta, la segunda más larga del grupo, después de todas las partes juntas de Shine On You Crazy Diamond (poco más de 25 minutos) y seguida de Echoes, del álbum Meddle, que tiene 23:31. Existe una versión en directo durante el concierto "Live at Montreaux" en 1971 que es notablemente larga, logrando un total de 31:49 minutos.

### Créditos
- Nick Mason - Batería, voz (frase hablada)
- David Gilmour - Guitarra
- Roger Waters - Bajo
- Rick Wright - Teclados

con:
- Ron Geesin - orquestación y co-composición
- Abbey Road Session Pops Orchestra - secciones de metales y orquestales
- John Alldis Choir - voz (frase hablada)
- Hafliði Hallgrímsson - violonchelo (sin acreditar)